# Sławomir Zagórski (historyk)
Sławomir Zagórski (łem. Славко Заґорскій) (ur. 25 lutego 1985 w Oleśnicy) – łemkowski historyk i dziennikarz zajmujący się historią polskiej wojskowości w XX wieku. Specjalista w dziedzinie działań zbrojnych na rzekach, autor artykułów popularnonaukowych i książek, publicysta. 

## Życiorys
Publicysta tygodnika Newsweek Polska i portalu Wirtualna Polska. Do września 2021 roku szef serwisu historycznego portalu Interia.pl.
Laureat Buzdygana w 2015 roku, przyznanego za rzetelność w pisaniu o wojskach specjalnych oraz odkrywanie nieznanych dziejów polskiego oręża. W 2021 roku odznaczony medalem pamiątkowym z okazji 90. rocznicy utworzenia Flotylli Rzecznej Marynarki Wojennej, nadany za wkład w propagowanie historii Marynarki Wojennej RP.
Jako korespondent wojenny, relacjonował wojnę w Karabachu, Bliskim Wschodzie, konflikt w Donbasie i wojnę rosyjsko-ukraińską.
Autor książki Białe kontra czerwone, opisującej dzieje polskich marynarzy Flotylli Pińskiej w wojnie z bolszewikami oraz Baśka Murmańska i Lwy Północy.
Współautor Polscy bogowie wojny. Najwspanialsi dowódcy w dziejach czy Polskie triumfy. 50 chwalebnych bitew z naszej historii.